# Thelonious Monk with John Coltrane
Albums de Thelonious Monk
Thelonious Himself
(1957) Art Blakey's Jazz Messengers With Thelonious Monk
(1957)
Thelonious Monk with John Coltrane est un album de Thelonious Monk et John Coltrane sorti en 1961.
Miles Davis a renvoyé Coltrane de son quintet historique à cause de son addiction à la drogue. Désintoxiqué, Coltrane rejoint Monk. Cet album est enregistré après plusieurs concerts aux Five Spot Café et Carnegie Hall et clôt leur collaboration. Coltrane est désormais mûr pour une carrière solo et retrouvera pour quelques chefs-d'œuvre Miles Davis.
À noter parmi les titres le classique Epistrophy et le sentimental Ruby, My Dear.

## Titres
Toute la musique est composée par Thelonious Monk.
| No | Titre             | Durée |
| -- | ----------------- | ----- |
| 1. | Ruby, My Dear     | 6:17  |
| 2. | Trinkle, Tinkle   | 6:37  |
| 3. | Off Minor         | 5:15  |
| 4. | Nutty             | 6:35  |
| 5. | Epistrophy        | 3:07  |
| 6. | Functional (solo) | 9:46  |

## Musiciens
- Thelonious Monk : piano
- John Coltrane : saxophone tenor
- Wilbur Ware : contrebasse
- Shadow Wilson : batterie

Sur Off Minor et Epistrophy
- Gigi Gryce : saxophone alto
- Coleman Hawkins : saxophone tenor
- Ray Copeland : trompette
- Art Blakey : batterie

## Citations
« Jouer avec Monk, ça vous donne la sensation de tomber dans une cage d’ascenseur »

— John Coltrane, La discothèque idéale Jazz en 250 CD et DVD. FNAC 2005.

« Il fallait être Coltrane pour jouer avec Monk - tout cet espace, ces trucs disloqués qu'il jouait... »

— Miles Davis, Miles Davis avec Quincy Troupe, Miles : L'autobiographie, Infolio, 2007, p.84.